# Adrien Fourmaux
Adrien Fourmaux (Seclin, França; 3 de maig de 1995) és un pilot de ral·li francès que competeix al Campionat Mundial de Ral·lis amb l'equip Hyundai WRT.
Guanyador del Campionat de la Gran Bretanya de Ral·is de l'any 2023 amb un Ford Fiesta Rally2.

## Trajectòria

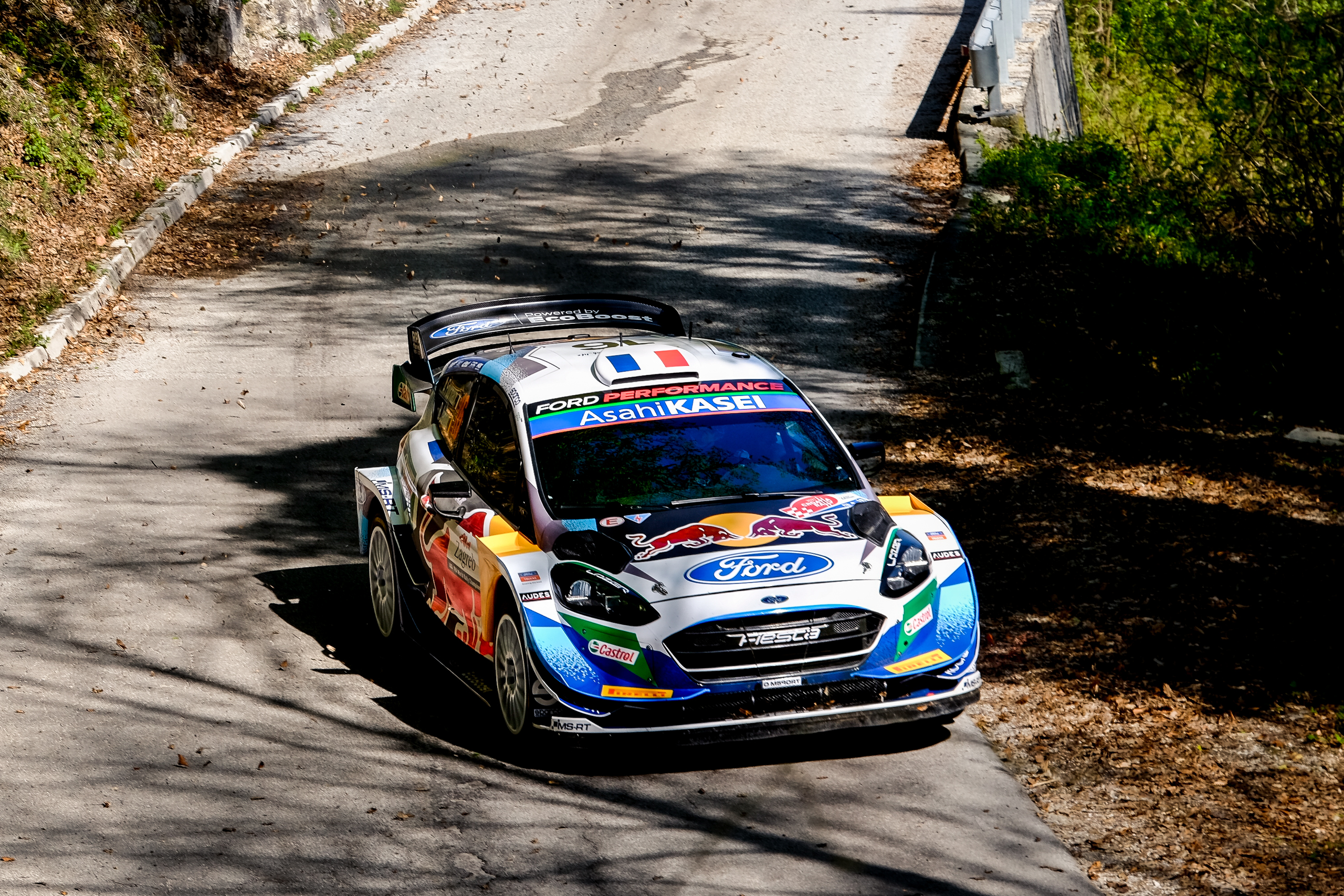
Fourmaux disputant el Ral·li de Croàcia del 2021.

Fourmaux guanya amb un Ford Fiesta R2T la categoria júnior del Campionat de França de Ral·lis l'any 2018, lo qual li permet disputar cinc proves de la categoria WRC 2 del Campionat Mundial de Ral·lis al 2019, debutant en el Ral·li de Monte-Carlo.

### M- Sport (2020-2024)
La temporada 2020, Fourmaux fitxa per l'equip M-Sport Ford WRT per disputar la categoria WRC 2, on en una temporada atípica per la pandèmia de la covid-19, aconseguiria diversos podis i finalitzaria tercer del campionat. A més a més, disputaria un parell de proves del Campionat d'Europa de Ral·lis, aconseguint la victòria al Ral·li de les Illes Canàries.
De cara la temporada 2021, segueix disputant el WRC 2, però M-Sport també li permet disputar amb el Ford Fiesta WRC vuit de les a la màxima categoria, aconseguint actuacions destacades tant al Ral·li de Croàcia com al Ral·li Safari, on finalitza en cinquena posició. Fourmaux finalitzaria el Mundial en la desena posició.
L'any 2022 M-Sport confirma a Fourmaux com un dels seus pilots per disputar de forma completa a la màxima categoria del Mundial amb un Ford Puma Rally1, no obstant, un mal inici de temporada amb diverses retirades posà en entredit la seva continuïtat.
Malgrat els rumors, finalment Fourmaux continua dins de l'equip de cara a la temporada 2023, retornant a disputar, principalment, la categoria WRC2 amb un Ford Fiesta Rally2 i, puntualment, el Ral·li del Japó a la màxima categoria. En paral·lel també disputa i guanya el Campionat de la Gran Bretanya de Ral·lis, on aconsegueix cinc victòries, alhora que també guanya i acaba en el podi en dues proves del Campionat d'Àustria de Ral·lis.
La bona actuació del 2023 li permet retornar a la màxima categoria de cara al 2024, de nou a bord del Ford Puma Rally1, aconseguint acabar en cinc ocasions en el tercer lloc del podi. Acaba la temporada en cinquena posició.

### Hyundai (2025-)
A finals del 2024, Hyundai World Rally Team anuncia la incorporació de Formaux com a tercer pilor de l'equip, junt a Thierry Neuville i Ott Tänak.